# Auguste Tolbecque

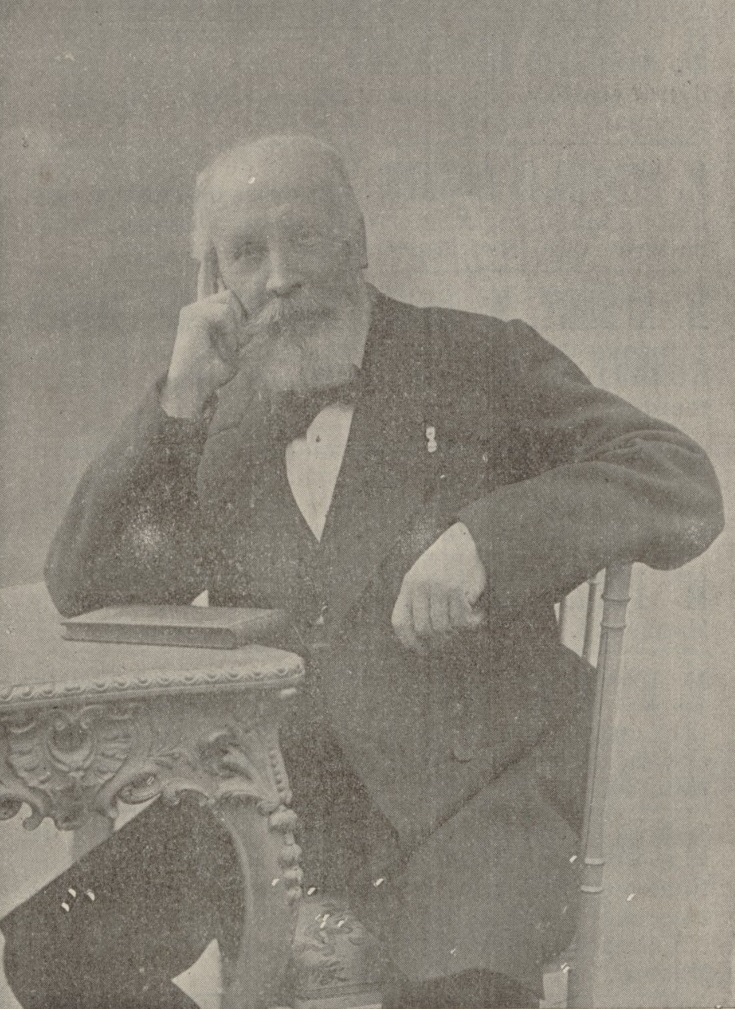
Auguste Tolbecque

Auguste Tolbecque (* 30. März 1830 in Paris; † 8. März 1919 in Niort) war ein französischer Cellist, Dirigent, Komponist, Instrumentenbauer und Musikpädagoge.

## Leben
Tolbecque besuchte ab dem fünfzehnten Lebensjahr die Celloklasse von Olive-Charlier Vaslin (1798–1889) am Pariser Konservatorium, die er vier Jahre später mit einem Ersten Preis abschloss, außerdem unterrichtete ihn Napoléon Henri Reber in Harmonielehre. Er arbeitete in der Geigenbauwerkstatt seiner Schwiegereltern in Niort, bevor er Professor für Cello am Conservatoire de Marseilles wurde. 1870 kehrte er nach Paris zurück und widmete sich zunächst dort, ab 1875 in Niort in einer eigenen Werkstatt der Rekonstruktion historischer Musikinstrumente. An der Weltausstellung Paris 1878 beteiligte er sich mit einer Sammlung rekonstruierter historischer Instrumente, die später an das Instrumentenmuseum von Brüssel verkauft wurden.
Von 1880 bis 1887 war er Orchesterleiter der Société Philharmonique de Niort. Daneben forschte er weiterhin auf dem Gebiet des Geigenbaus und historischer Instrumente und stand in Korrespondenz mit Sammlern, Geigenbauern und Konservatoren wie Victor-Charles Mahillon, dem Konservator des Instrumentenmuseums in Brüssel. Mit der Präsentation von dreiunddreißig Instrumenten gewann er den Großen Preis bei der Exposition Internationale du Théâtre et de la Musique in Paris 1896. Diese Sammlung kam später in den Besitz des Pariser Konservatoriums.
Tolbecque veröffentlichte eine Autobiographie unter dem Titel Souvenirs d’un musicien en province und 1903 als Zusammenfassung seiner Erfahrungen als Instrumentenbauer und -restaurator L’Art du luthier. Seine Kompositionen wurden nur wenig bekannt, sie wurden selten aufgeführt, und bis 2019 waren keine Tonträger Aufnahmen verfügbar. Die einaktige Operette Après la valse nach einem Libretto von Henri Clouzot wurde 1894 in einer Privataufführung in Niort gezeigt. Erfolgreicher war Tolbecque als Bratschist und Cellist; so spielte er 1873 die Uraufführung von Camille Saint-Saëns’ Erstem Cellokonzert. Daneben trat er auch als Organist und Pianist auf.

## Aufnahmen
- Kammermusik: „Hommage a Auguste Tolbecque“ mit dem Cellisten Christophe Coin (Label Passacaille, 2019)